# Járay Pál
Járay Pál (külföldön ismert nevén Paul Jaray) (Bécs, 1889. március 10. – St. Gallen, 1974. szeptember 22.) feltaláló, az aerodinamika úttörője.

## Életpályája
Magyar zsidó családban született Járay Adolf borkereskedő és Schönberg Terézia gyermekeként. Szülei 1873. január 19-én Óbudán kötöttek házasságot. Tanulmányait a bécsi Maschinenbauschule-ben (Gépipari Középiskola) kezdte, majd a prágai Műszaki Egyetemre került, ahol Rudolf Dörfl professzor asszisztenseként működött. Pályájának elején repülőgépeket tervezett. 1913-tól katonai szolgálatot teljesített Friedrichshafenben, a Luftschiffbau Zeppelinnél, ahol a léghajók áramlástani vizsgálatával foglalkozott.
Az első világháború után felépítette a világ akkori legnagyobb szélcsatornáját, majd a léghajók felől a gépkocsik tervezése felé fordult. 1923-ban Svájcban telepedett le. Bevezette az „áramvonalas autó” fogalmát, elveit egyre több autógyár kezdte alkalmazni. Szabadalma alapján készült a „bogárhátú” Volkswagen első prototípusainak karosszériája is. Pályája végén a zürichi Eidgenössische Technische Hochschule tanára volt.